# Sistema Hornbostel-Sachs

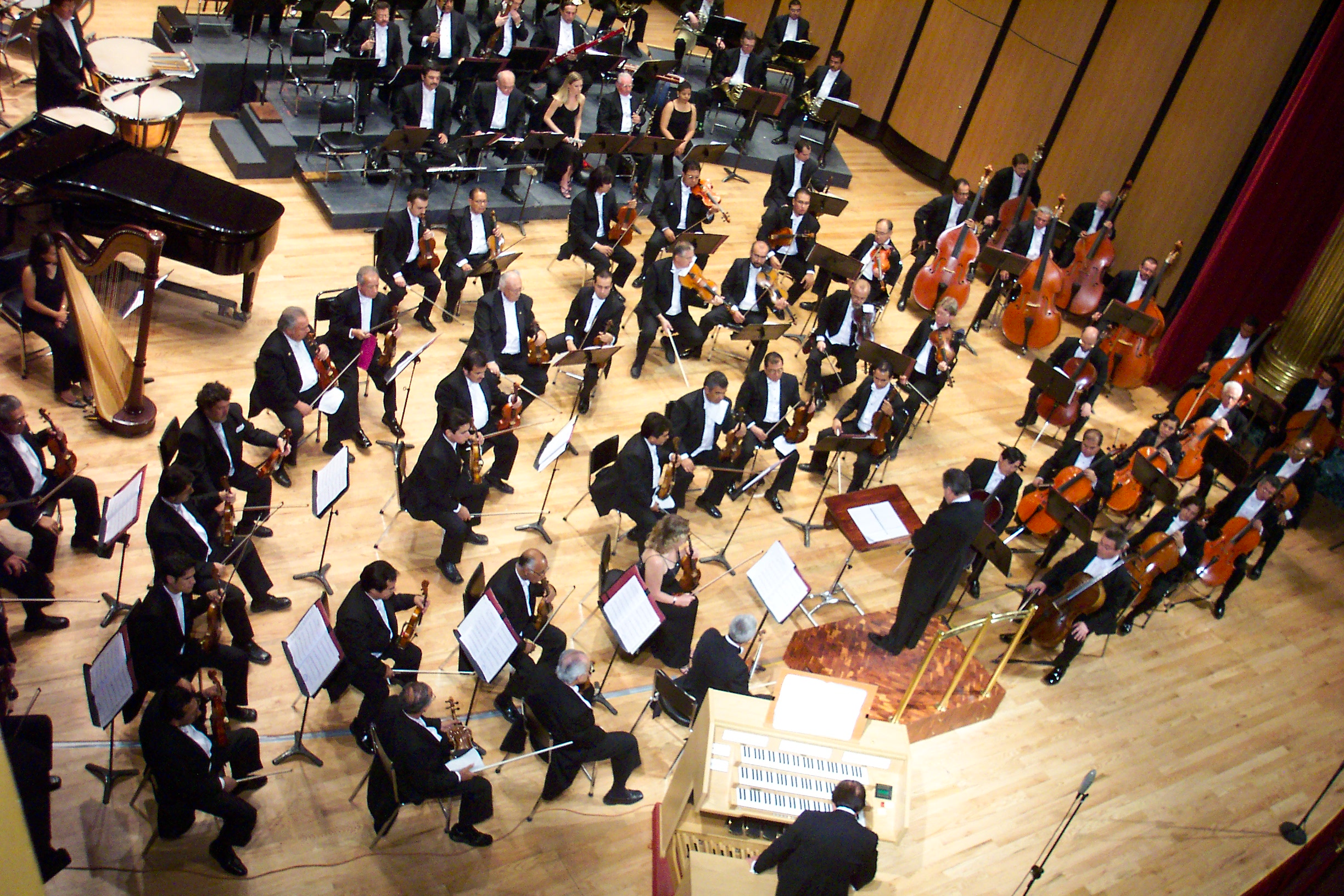
A grande diversidade de instrumentos desta orquestra pode ser classificada através do sistema Hornbostel-Sachs

O sistema  Hornbostel-Sachs, ou classificação Hornbostel-Sachs, às vezes  Sachs-Hornbostel, é um sistema de classificação de instrumentos musicais, concebido por Erich von Hornbostel e Curt Sachs, em 1914. Atualmente, é a classificação mais utilizada em organologia, etnomusicologia e demais disciplinas que requerem classificação dos instrumentos. Uma versão revisada, em inglês, foi publicada no Galpin Society Journal em 1961.
O problema das classificações tradicionais que dividem os instrumentos em sopros, cordas e percussão é a diversidade de critérios. No primeiro caso, é a força produtora de som (ou estímulo) que é utilizada. No segundo, o elemento vibrante e, no terceiro, o método utilizado para produzir o som. Segundo Curt Sachs, este método seria tão lógico quanto "dividir os americanos em californianos, banqueiros e católicos".
No final do século XIX, um método de classificação foi desenvolvido por Victor Mahillon, o curador do museu de instrumentos musicais do conservatório musical de Bruxelas. O sistema de Mahillon foi um dos primeiros no ocidente a classificar os instrumentos de acordo com o elemento produtor de som do instrumento (já havia um sistema semelhante na Índia). Mas o sistema de Mahillon era limitado, em sua maior parte, aos instrumentos ocidentais usados na música clássica. Também dava importância exagerada aos instrumentos de teclado, muito importantes na música europeia, mas praticamente inexistentes em muitas outras culturas. O sistema Hornbostel-Sachs é uma expansão do sistema de Mahillon para que pudesse ser utilizado na classificação de instrumentos de qualquer cultura.

## A estrutura do sistema
Formalmente, o sistema Hornbostel-Sachs é baseado no sistema de classificação decimal criado em 1876 por Melvil Dewey, para a classificação de livros em uma biblioteca. O sistema Hornbostel-Sachs possuía, em sua primeira publicação, quatro categorias principais numeradas, com muitos níveis e várias subdivisões, como os ramos de uma árvore, cada ramo recebendo um código composto dos números de todos os níveis e subníveis. O sistema possui cerca de 300 categorias básicas. Os dois níveis superiores do esquema, com respectivas explicações, são mostrados abaixo:

### 1. Idiofones

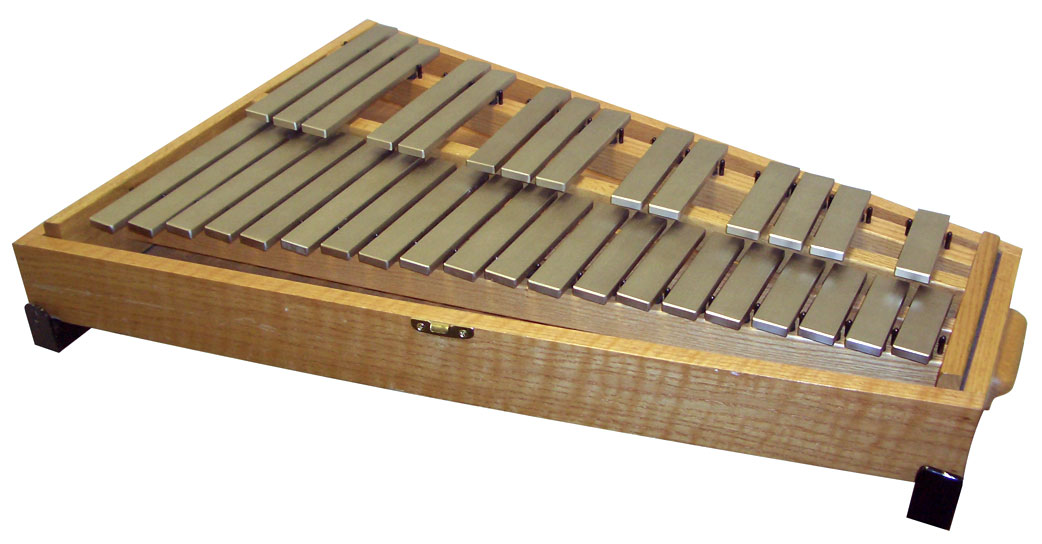
Metalofone, um idiofone

O som é produzido primariamente pela vibração do corpo do instrumento ou por alguma de suas partes, mas esta vibração deve-se à própria elasticidade do material, sem necessidade de nenhuma tensão adicional nem de cordas, membranas ou colunas de ar. Em essência este grupo inclui quase todos os instrumentos de percussão além de alguns outros. Os sons produzidos pelos idiofones podem ter altura definida (podem produzir notas afinadas, como nos xilofones) ou indefinida.
- 11. Idiofones percutidos - idiofones postos em vibração por um golpe ou batida, como um chimbal ou agogô.
- 12. Idiofones beliscados - idiofones cujas partes vibrantes são colocadas em vibração ao serem beliscadas ou dedilhadas, como o quissange ou o berimbau de boca.
- 13. idiofones de fricção - idiofones que são friccionados para produzir sons, como, por exemplo, um serrote quando tocado por um arco.
- 14. idiofones de sopro - idiofones postos em vibração pelo movimento do ar, como por exemplo o carrilhão de vento ("espanta-espíritos", sinos de vento, wind chime), um instrumento que consiste de diversos sinos de metal ou madeira que produz som quando o vento atinge um badalo.

### 2. Membranofones

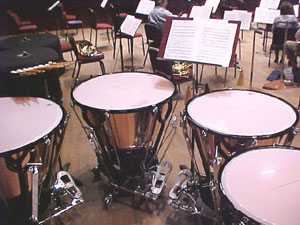
timpanos, membranofones

Os sons são produzidos primariamente pela vibração de uma membrana estendida e tensionada. Este grupo inclui todos os tambores e os kazoos.
- 21. tambores percutidos - instrumentos cuja membrana é posta em vibração ao ser batida ou percutida. Inclui quase todos os tambores, tais como os tímpanos e os tom-tons.
- 22. tambores beliscados - São tambores que possuem uma corda fixadas à membrana. Quando a corda é beliscada, passa sua vibração para a membrana, que vibra solidariamente. Alguns acreditam que esta categoria pertença na verdade aos cordofones (ver abaixo). Alguns tambores indianos são assim.
- 23. Tambores friccionados - tambores cuja pele ou uma ou corda fixada a ela é friccionada com as mãos, baquetas ou alguma outra coisa, tais como a cuíca.
- 24. Membranas cantantes - este grupo inclui o kazoo e o mirlitão, instrumentos que não produzem som, mas modificam o som da voz ou outros sons, através da ressonância de uma membrana.

### 3. Cordofones

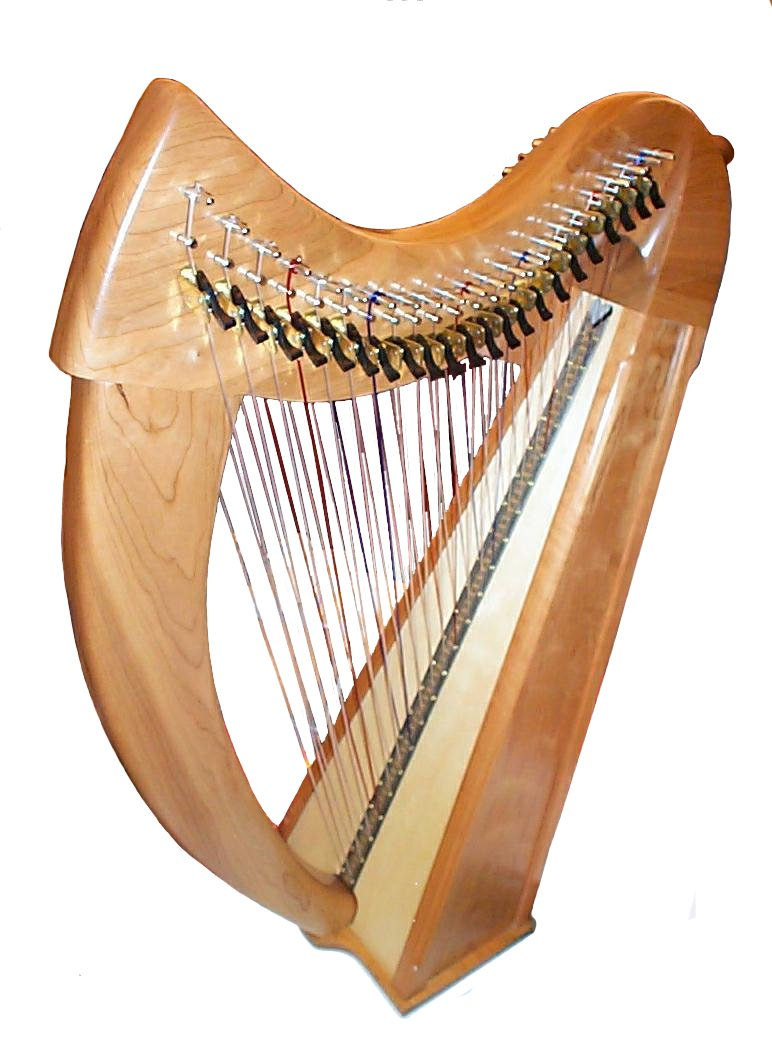
a harpa é um cordofone

O som é produzido principalmente pela vibração de uma ou mais cordas tensionadas. Este grupo inclui todos os instrumentos normalmente chamados de instrumentos de cordas, bem como alguns instrumentos de teclados, como os pianos e cravos. Note que a informação sobre a forma de execução (percutida, beliscada, friccionada, soprada), neste caso, só aparece nos níveis mais baixos.
- 31. Cordofones simples - instrumentos que são, em essência, compostos de uma corda ou cordas esticadas em um suporte. Estes instrumentos podem ter uma caixa de ressonância, mas sua remoção não impede a execução do instrumento (embora possa alterar o timbre ou a intensidade do som produzido). Entre eles, destacam-se o berimbau, vários tipos de harpas, liras e cítaras.
- 32. Cordofones compostos - instrumentos que têm uma caixa de ressonância como parte integral do instrumento. Isso inclui a maior parte dos instrumentos de cordas ocidentais, como os violinos, guitarras e a harpa orquestral.

### 4. Aerofones

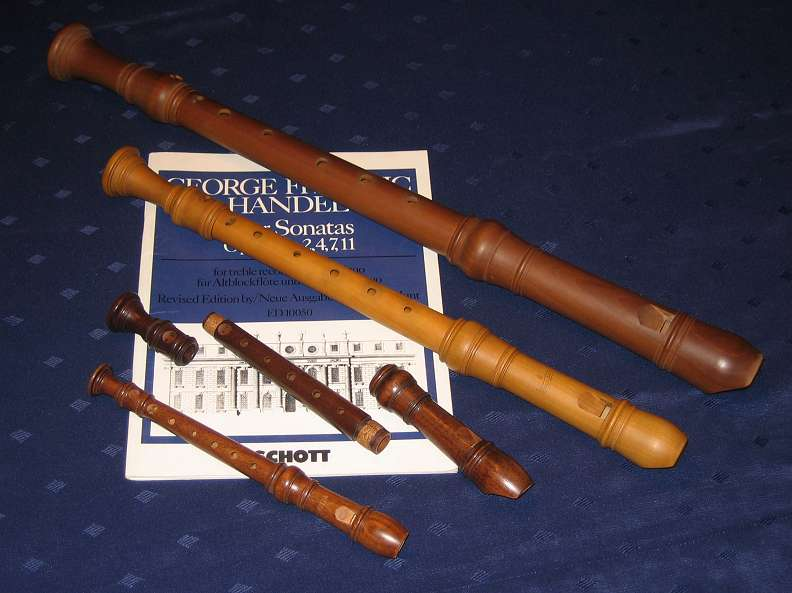
Flautas doces, exemplos de aerofones

O som é produzido principalmente pela vibração do ar ou pela sua passagem através de arestas ou palhetas. O instrumento por si só não vibra, nem há membranas ou cordas vibrantes.
- 41. Aerofones livres - instrumentos em que o ar que vibra não é contido pelo próprio instrumento, como por exemplo, alguns tipos de apito, o rombo ou uma vara agitada no ar.
- 42. Instrumentos de sopro - instrumentos onde a coluna de ar em vibração é contida pelo próprio instrumento, em seu corpo ou em tubos. Este grupo inclui a maior parte dos instrumentos normalmente chamados instrumentos de sopro, como os diversos tipos de flautas, uma trompa ou um clarinete, entre outros. Note que a especificação da forma como o som é produzido (arestas, palhetas simples ou duplas), bem como a existência de chaves, válvulas e outros dispositivos só aparece em níveis mais baixos do sistema.

### 5. Eletrofones

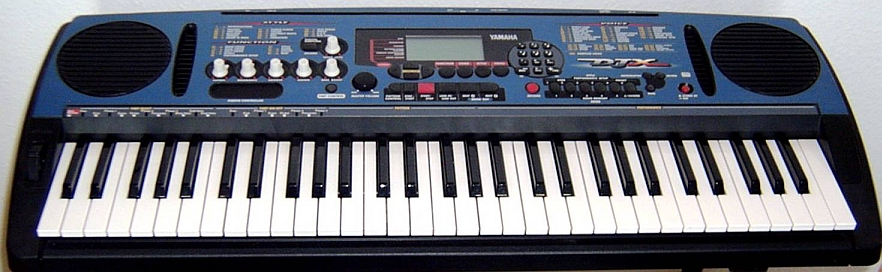
Um sintetizador, eletrofone

Em uma revisão posterior foi adicionado ao sistema um quinto grupo, o dos eletrofones, que são instrumentos em que o som é produzido por meios eletrônicos, como um teremim ou sintetizadores.
Embora não existam no sistema Hornbostel-Sachs, alguns instrumentos podem possuir outras fontes geradoras de som, como a água. Alguns organologistas consideram a inclusão da categoria hidrofones para acomodar estes instrumentos.

## O sistema aplicado na prática
O sistema foi criado para poder receber quantos níveis sejam necessários para acomodar cada tipo de instrumento musical existente no mundo, mesmo aqueles não existentes ou não conhecidos quando da criação do método. Além dos níveis mostrados, existem muitas outras divisões em cada grupo, assim, um xilofone por exemplo, seria classificado no código 111.212 (usam-se pontos para dividir grupos de três ou quatro algarismos, apenas para facilitar a leitura dos códigos). O código indica que ele é um idiofone percutido com notas determinadas, composto de placas de madeira. Um número longo não indica necessariamente que o instrumento é complexo. Uma corneta, por exemplo possui a classificação 423.121.22, embora seja geralmente considerado um instrumento muito simples (é basicamente um tubo de metal cônico enrolado e tocado de forma semelhante a um trompete, embora não possua válvulas). Os números neste caso indicam:
- 4 - um aerofone
- 42 - a coluna de ar é contida pelo instrumento
- 423 - os lábios do executante causam a vibração do ar diretamente (ao contrário de um instrumento de palhetas, como um clarinete, que seria 422 ou um instrumento de aresta como a flauta - 421)
- 423.1 - os lábios do executante são a única forma de mudar a altura do som produzido (ou seja, não há válvulas como em um trompete - 423.2)
- 423.12 - o instrumento é tubular. Se tivesse a forma de concha, como um shofar, seria 423-11
- 423.121 - o executante sopra na ponta do tubo e não em um furo lateral
- 423.121.2 - o tubo é dobrado ou enrolado e não reto (que seria 423.121.1)
- 423.121.22 - o instrumento possui um bocal

423.121.22 não identifica unicamente a corneta, mas classifica a corneta como pertencente a um grupo de instrumentos que partilham das mesmas características. Outro instrumento classificado como 423.121.22 é o lur, um instrumento existente desde a era do bronze.

## Sufixos e instrumentos compostos
Depois do número descrito acima, alguns sufixos podem ser aplicados para descrever características especiais. Um 8 indica que o instrumento tem um teclado acoplado, enquanto que 9 indica que o instrumento é mecanicamente acionado, como uma pianola. Além desses, há alguns sufixos específicos para cada grupo principal, indicando detalhes não essenciais à natureza fundamental do instrumento. Na classe dos membranofones, por exemplo, sufixos podem indicar se a pele de um tambor é colada, costurada ou fixada por anéis ao seu corpo; na classe dos cordofones, sufixos podem indicar se as cordas são (na maior parte das vezes), pinçadas pelos dedos ou plectros, ou tocadas por um arco.
Também há formas de classificar instrumentos que possuam características de mais de um grupo. Estes instrumentos podem ter números de classificação particularmente longos, com hífens ou sinais de pontuação, além de números. Hornbostel e Sachs citam, eles mesmos, o caso de algumas gaitas-de-fole em que alguns tubos têm palhetas simples (chamadas palhões, como um saxofone) e outros possuem palhetas duplas como um oboé. Uma série de outros instrumentos compostos existem e podem ser classificados.